# Stabilnost pojačavača
Osnovni problem u korišćenju povratne sprege je opasnost od samoocilovanja, odnosno nestabilnost pojačavača.

## Stabilnost pojačavača i tehnike kompenzacije
Negativna povratna sprega poboljšava karakteristike pojačavača donoseći veću linearnost i konstantnost pojačanja, širi propusni opseg i potiskivanje smetnji. S druge strane, ako posmatramo kolo sa pozitivnom povratnom spregom, čije kružno pojačanje ima vrijednost određenu uslovom: Aβ = 1 + j0 vidimo da će signal dovoljno male amplitude za čiju je učestanost ispunjen dati uslov biti pojačan tako da mu na izlazu pojačavača amplituda bude beskonačna. Ova se pojava zove samooclilovanje ili nestabilnost kola.
U realnim okolnostima, signal samooscilovanja ima konačnu veličinu jer su ampitude izlaznih napona ograničene izvorima za napajanje. Stoga se samooscilovanje u realnom kolu manifestuje pojavom jednog ili više signala na izlazu koji nisu korisni signali, koji su dovedeni na ulaz kola, i koji imaju ograničenu amplitudu i nepoznatu učestanost i vremensku zavisnost. To znači da samooscilovanje narušava osnovnu funkciju pojačavača da linearno reprodukuje signal sa ulaza, a to nama postavlja zadatak da se obezbijedi da pojačavač sa povratnom spregom bude stabilan, tj. da nema samooscilovanja. Tehnike kojima se postiže stabilnost kola se označavaju kao frekventna kompenzacija pojačavača. Razmatranja stabilnosti kojima se mi bavimo se odnose na stabilnost linearnih kola. Matematička definicija stabilnosti: Kolo je stabilno ako i samo ako svaki ograničen ulazni signal daje ograničen signal na izlazu. Signal s(t) je ograničen ako u svakom trenutku t je njegova vrijednost konačna, │s(t)│< const. Na primjer: signal e-t je ograničen, a signal e+t nije. Kriterijumi za određivanje stabilnosti linearnog sistema vezuju se za prenosnu funkciju. Prenosna funkcija kola se definiše kao količnik odziva i pobude u ustaljenom stanju, a dobija se rešavanjem diferencijalnih jednačina pri pobudi nekim ulaznim signalom, kada u kolu nema akumulirane energije.
U opštem slučaju pojačanje pojačavača sa povratnom spregom zavisi od frekvencije ω. Ar = A(jω)/ 1- A(jω)β(jω) Čim postoji povratna sprega postoji i mogućnost da ona pri nekim uslovima postane pozitivna. To u stvari znači da pri nekoj frekvenciji ω180 postoji mogućnost da se faza signala iz kola povratne sprege promijeni za 180o .Tada su se stvorili uslovi da povratna sprega postane pozitivna i da pojačavač postane nestabilan. Pozitivna povratna sprega će se manifestovati povećanjem signala na izlazu u odnosu na pojačanje bez povratne sprege. Da bi se to desilo imenilac iz prethodnog izraza mora biti manji od 1. 1-A(jω)β(jω)<1
Zato je za ispitivanje stabilnosti sistema(odnosno uslova nastanka pozitivne povratne sprege) dovoljno samo posmatrati polove funkcije pojačanja. Odavde dalje slijedi da će linearni sistem biti stabilan samo kada svi polovi njegove prenosne funkcije leže u lijevoj poluravni kompleksne učestanosti, odnosno kada su mu realni djelovi negativni. Zahtjev da svi polovi prenosne funkcije leže u lijevoj poluravni kompleksne učestanosti označava stabilnost u užem smislu i podrazumijeva da nema polova, ni u desnoj poluravni ni na imaginarnoj osi. Ako bi na primjer, prenosna funkcija imala pol u koordinantnom početku onda je njen odziv na odskočnu funkciju linearno rastuća funkcija u vremenu pa je takvo kolo nestabilno.

## Testovi za ispitivanje stabilnosti
Posmatrajući karakteristični polinom imenioca prenosne funkcije formiraju se testovi za ispitivanje stabilnosti. Q(s) = an sn + an-1 sn-1+ ... + a2 s2 + a1 s1 + a0. Mogu se podijeliti na algebarske i grafo-analitičke. Algebarski se baziraju na poznavanju koeficijenata karakterističnog polinoma. Utvrđivanje položaja korjenova u s ravni, bez izračunavanja, na osnovu koeficijenata polinoma se obavlja korišćenjem Hurvicovog(Hurwitz) kriterijuma. Međutim, Hurvicov kriterijum daje samo odgovor na to da li je sistem stabilan ili nije, ali ne pruža informacije o uzrocima nestabilnosti. Grafo-analitički testovi se baziraju na crtanju karakterističnog polinoma u određenom koordinatnom sistemu pri promjeni učestanosti u intervalu 0<ω<∞. Najpoznatiji grafo-analitički test je je Nikvistov (Niquist)kriterijum koji se bazira na crtanju kružnog pojačanja u polarnim koordinatama pri promjeni učestanosti u intervalu od 0<ω<∞. Relativno kružno pojačanje je Aβr = - A β = A β exp(jφr) Relativno kružno pojačanje ima pomjerenu fazu za π u odnosu na kružno pojačanje. Kada Aβr ima fazu π, tada faza kružnog pojačanja Aβ iznosi 2 π. Crtanje Nikvistovog dijagrama se obavlja tačku po tačku za svaku vrijednost učestanosti iz opsega 0<ω<∞. Nikvistov kriterijum se formuliše tako što se u nikvistovom dijagramu uoči vektor F = 1 +Aβ, čiji je početak u tački(-1,j0) a završetak na krivoj koja predstavlja relativno kružno pojačanje. Kada se učestanost mijenja od -∞<ω<∞ vektor F rotira.Broj rotacija vektora F u smjeru kretanja kazaljke na sata oko tačke (-1,j0) daje razliku između broja nula i polova funkcije reakcije F u desnoj polovini ravni kompleksne učestanosti s. Za stabilni pojačavač, polovi kružnog pojačanja će istovremeno biti i polovi funkcije reakcije(koji nisu ni na imaginarnoj osi ni u desnoj s-poluravni). To znači da će kolo biti stabilno ako vektor F ima nula rotacija oko tačke (-1,j0). Drugim riječima, kada je kolo bez reakcije stabilno i kada je kolo povratne sprege stabilno, kolo sa reakcijom će biti stabilno ako tačka (-1,j0) nije obuhvaćena nikvistovom krivom. Da bi se kvantitativo izrazilo koliko je neko kolo daleko od nestabilnosti uvode se pojmovi fazne margine i amplitudne margine. Fazna margina se određuje prema formuli FM= │ A βr│ ω= ωT + 180o, gdje je ωT učestanost na kojoj je moduo relativnog kružnog pojačanja ravan jedinici.
Amplitudna margina se definiše prema formuli: AM= -20log│ A βr│ ω= ωF [dB], gdje ωF definiše učestanost na kojoj je faza kružnog pojačanja jednaka 360 o, odnosno faza relativnog kružnog pojačanja iznosi 180 o. Ako se zna Nikvistov dijagram nekog kola onda je ono stabilno ako je ispunjen bilo koji od sledećih uslova: •tačka (-1,j0) nije obuhvaćena Nikvistovim dijagramom •fazna margina je pozitivna •amplitudna margina je pozitivna
Kod analize stabilnosti kola sa povratnom spregom i naročito kod njihove frekventne kompenzacije veoma je praktično koristiti Bodeove dijagrame relativnog kružnog pojačanja umjesto Nikvistovog dijagrama. Definicije fazne i amplitudne margine ostaju iste kao i kriterijumi stabilnosti izvedeni na osnovu njih. Sve ovo ima posebnu vaznost jer se Bodeovi dijagrami lakse konstruisu od Nikvistove krive.

## Frekventna kompenzacija
Negativna povratna sprega se obezbjedjuje podešavanjem faze kružnog pojačanja na 180o odnosno faze relativnog kružnog pojačanja na nulu. Zbog frekventne zavisnosti parametara kola na višim učestanostima faza kružnog pojačanja raste. To može da dovede do smanjenja fazne margine na nultnu vrijednost, a time i do nestabilnosti kola po Nikvistovom kriterijumu. Frekventna kompenzacija je postupak podešavanja oblika frekventnih karakteristika kružnog pojačanja sa ciljem da se obezbijedi željena fazna margina. Frekventna kompenzacija se obično dodavanjem pasivnih elemaneta u kolo tako da kružno pojačanje dobije željenu faznu marginu.Suština realizacije se svodi na povećanje fazne margine kružnog pojačanja na račun smanjenja njene vrijednosti ili suženja propusnog opsega. Pri tome je cilj da se obezbijedi potzrebna fazna margina uz što manju degradaciju performansi kola. Veličina fazne margine kružnog pojačanja ima važnost ne samo za obezbjedjivanje stabilnosti kola već i za oblik frekventnih karakteristika stabilnog pojačavača, a time i za njegov odziv u vremenskom domenu.

## Kompenzacija smanjenjem kružnog pojačanja
Osnovna ideja kompenzacije smanjenjem kružnog pojačanja je translatorno pomjeranje njegove amplitudne karakteristike naniže, bez promjena položaja nula i polova. Pomjeranje se obavlja dok se ne dostigne željena fazna margina.
Očigledno je da se željena fazna margina dobija po cijenu smanjenja vrijednosti kružnog pojačanja i smanjenja njegove jedinične učestanosti od ωT do ωTK. Nekompenzovani pojačavač(na slici bez otpornika Rk) na slici je nestabilan. Njegovo kružno pojačanje je Aβr = A R1/R1+R2. Kompenzovano kolo je stabilno. Njegova stabilnost je postignuta dodavanjem otpornika Rk, tako da pojačanje ovog kola sada iznosi AβrK = A R1 RK /(R1+R2 )(RK+R1║ R2 ) = Aβr RK/(RK+R1║ R2 ) Odavde se vidi da se izborom RK u stvari određuje fazna margina kola. Osnovna odlika kompenzacije pomoću smanjenja pojačanja je jednostavnost realizacije, koja se svodi na dodavanje otpornika u kolo povratne sprege.

## Kompenzacija dominantnim polom
Kolo sa dominantnim polom ima jedan pol fd čija je učestanost znatno niža od učestanosti ostalih polova. Kompenzacija pomoću dominantnog pola se sastoji u prepravljanju frekventnih karakteristika kružnog pojačanja od oblika koji ima više polova na oblik koji odgovara karakteristici sa dominantnim polom. Ova vrsta kompenzacije ne mijenja jednosmjernu vrijednost kružnog pojačanja, ali se zato jako smanjuje propusni opseg da bi se ibezbijedila fazna margina od 90o. Kompenzacija dominantnim polom se realizuje umetanjem kondenzatora velike kapacitivnosti Cd u petlji povratne sprege između neke tačke i mase. Time se postiže smanjenje kružnog pojačanja sa porastom učestanosti. Kako se ova vrsta kompenzacije jednostavno realizuje ona se široko koristi kod operacionih pojačavača.

## Kompenzacija nulom i polom
Pored prethodno navedenih tehnika kompenzacije koje se zasnivaju na smanjenju pojačanja ili propusnog opsega, imamo i kompenzaciju upotrebom kompenzacionog kola sa nulom i polom koje dajemnogo više mogučnosti za podešavanje frekventnih karakteristika kružnog pojačanja. Ova vrsta kompenzacije se svodi na unošenje jedne nule i jednog pola u funkciju kružnog pojačanja. U zavisnosti od odnosa učestanosti pola fpK i fnK nule kompenzacija nulom i polom može biti: •Diferencijalna za fpK > fnK •Integralna za fpK < fnK
Difrenecijalna kompenzacija se bazira na unošenju nule na učestanosti fnK koja je nešto manja od jedinične učestanosti fT kružnog pojačanja nekompenzovanog pojačavača. Učestanost pola fpK se bira nečto iznad fT. Time se dobija veča fazna margina i vela jedinična učestanost kompenzovanog pojačavača fTK. Pri tome vrijednosti učestanosti fpK i fnK moraju biti dovoljno različite. Na slikama imamo kompenzovane pojačavače, kod kojih su kompenzovani otpornici elementi kola povratne sprege koji odradjuje pojačanje cijelog kola. Diferencijalnom kompenzacijom se jedan pol nekompenzovanog pojačabača u okolini jedinične učestanosti pomjera ka višim frekvencijama tako što se njegova vrijednost poklopi sa nulom kompenzacionog kola. Iznos tog pomjeraja je određen odnosom fpK /fnK. Ostali polovi ostaju na istom položaju.
Iz prenosne funkcije kola se dobija: fpK /fnK = 1+ R2/R1 Ovaj rezultat znači da će diferencijalna kompenzacija u kolu povratne sprege pojačavača biti efikasna samo ako je pojačanje pojačavača dovoljno veće od 1(bar 10 puta). Ovaj nedostatak se obično ppopravlja tako što se kompenzaciono kolo postavi unutar pojačavača, jer će tada učestanosti fpK i fnK biti nezavisne od parametara kola povratne sprege R1 i R2 čiji odnos određuje potrebno pojačanje.
Integralna kompenzacija se bazira na pomjeranju najnižeg pola f1 kružnog pojačanja nekompenzovanog kola ka nižim učestanostima, pri čemu ostali polovi ne mijenjaju vrijednost. To se ostvaruje poklapanjem učestanosti pola fpK kompenzacionog kola sa najmanjim polom nekompenzvanog kola f1. Pošto je učestanost pola integralnog kompenzacionog kola manja od učestanosti nule, kompenzovano kolo će imati najniži pol na učestanosti fpK. Vidi se da integralna kompenzacija smanjuje propusni opseg kružnog pojačanja pri čemu učestanost polova, izuzimajući najnižei, ostaje nepromijenjena. To daje neizmijenjenu faznu karakteristiku i manju amplitudnu karakteristiku na višim učestanostima, što dovodi do povećanja fazne margine. Nepovolji produkt ove kompenzacije je smanjenje jedinične učestanosti fTK < fT. Kao i diferencijalna kompenzacija i integralna kompenzacija će imati smisla samo ako su učestanosti pola i nule dovoljno razmaknute fnK /fpK >>>>1.
Realizacija integralne kompenzacije se postiže ubacivanjem kompenzacionog kola u petlju povratne sprege pojačavača. Iz prenosne funkcije kompenzacionog kola se dobija odnos : fnK /fpK = 1+ R/RK, gdje je R= R1║ R2 Kako odnos R1/R2 definiše pojačanje, moguće je izabrati vrijednosti otpornosti R1 i R2 tako da se postigne i željeno pojačanje i potreban odnos učestanosti nule i pola kompenzacionog kola, što se nije moglo dobiti upotrebom diferencijalne kompenzacije
Najefikasnije metode u smislu obezbjedjenja velike fazne margine su kompenzacija smanjenjem pojačanja i upotrebom dominantnog pola. Ali one donose i izrazito smnanjenje pojačanja, odnosno propusnog opsega. Integralna kompenzacija je manje efikasna, ali daje malo smanjenje propusnog opsega kružnog pojačanja. Najmanje efikasna metoda je diferencijalna kompenzacija. Ona povećava jediničnu učestanost i ne smanjnuje kružno pojačanje.